# Thomas Hodgkin
Pour les articles homonymes, voir Hodgkin.
Ne doit pas être confondu avec l'historien britannique Thomas Hodgkin.
 (septembre 2016).
Si vous disposez d'ouvrages ou d'articles de référence ou si vous connaissez des sites web de qualité traitant du thème abordé ici, merci de compléter l'article en donnant les références utiles à sa vérifiabilité et en les liant à la section « Notes et références ».
Thomas Hodgkin (17 août 1798 - 5 avril 1866) est un médecin britannique considéré comme l'un des plus éminents anatomo-pathologistes de son temps et un pionnier de la prophylaxie. Il est maintenant plus connu pour la première description de la maladie de Hodgkin, une forme de lymphome  et une  maladie du sang, en 1832. Les travaux de Hodgkin ont marqué le début de la participation active des pathologistes à la clinique. C’était un contemporain de Thomas Addison  et de Richard Bright qu’il a côtoyé au Guy’Hospital.

## Biographie

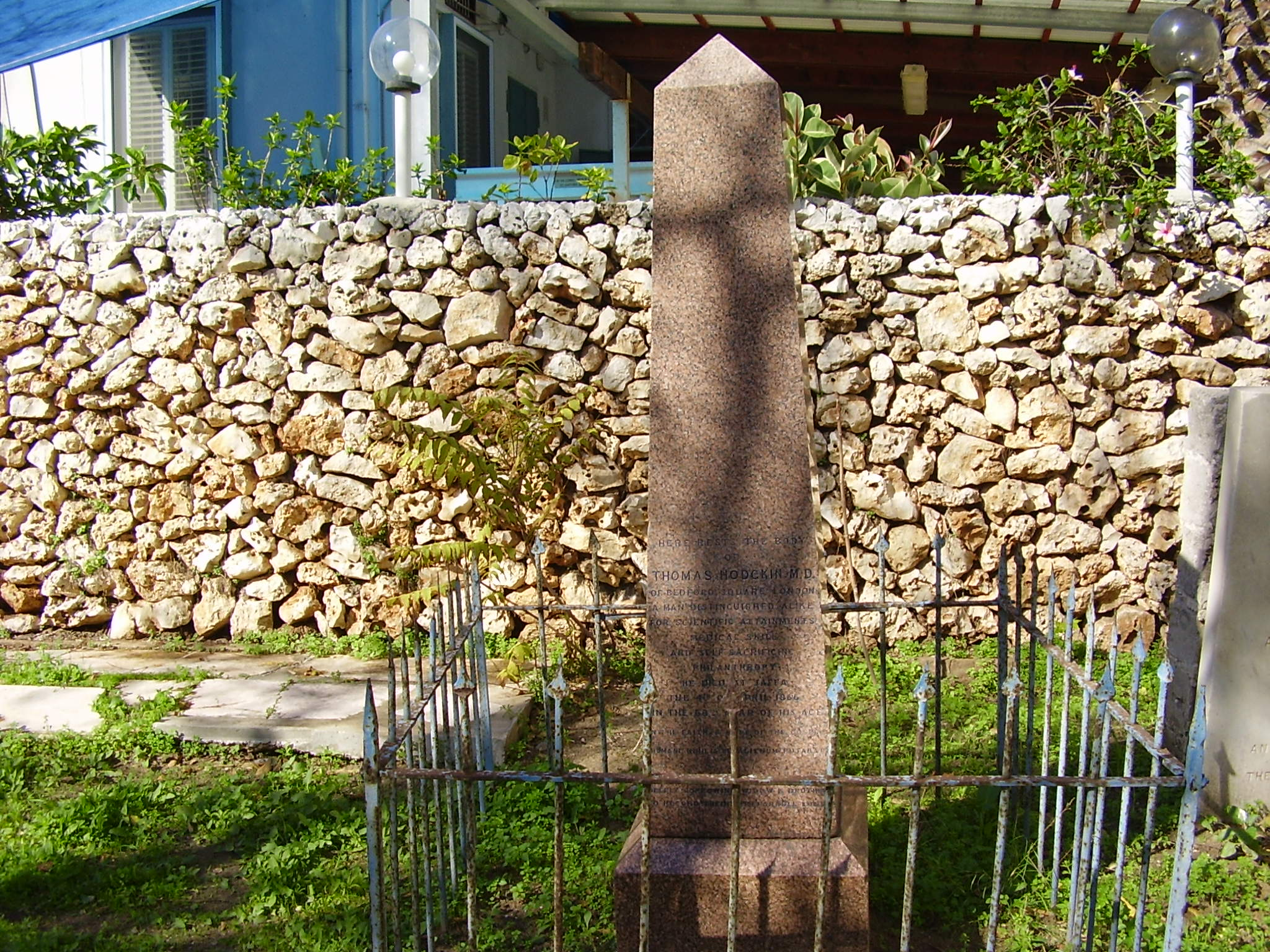
Tombe de Thomas Hodgkin à Jaffa, en Israël

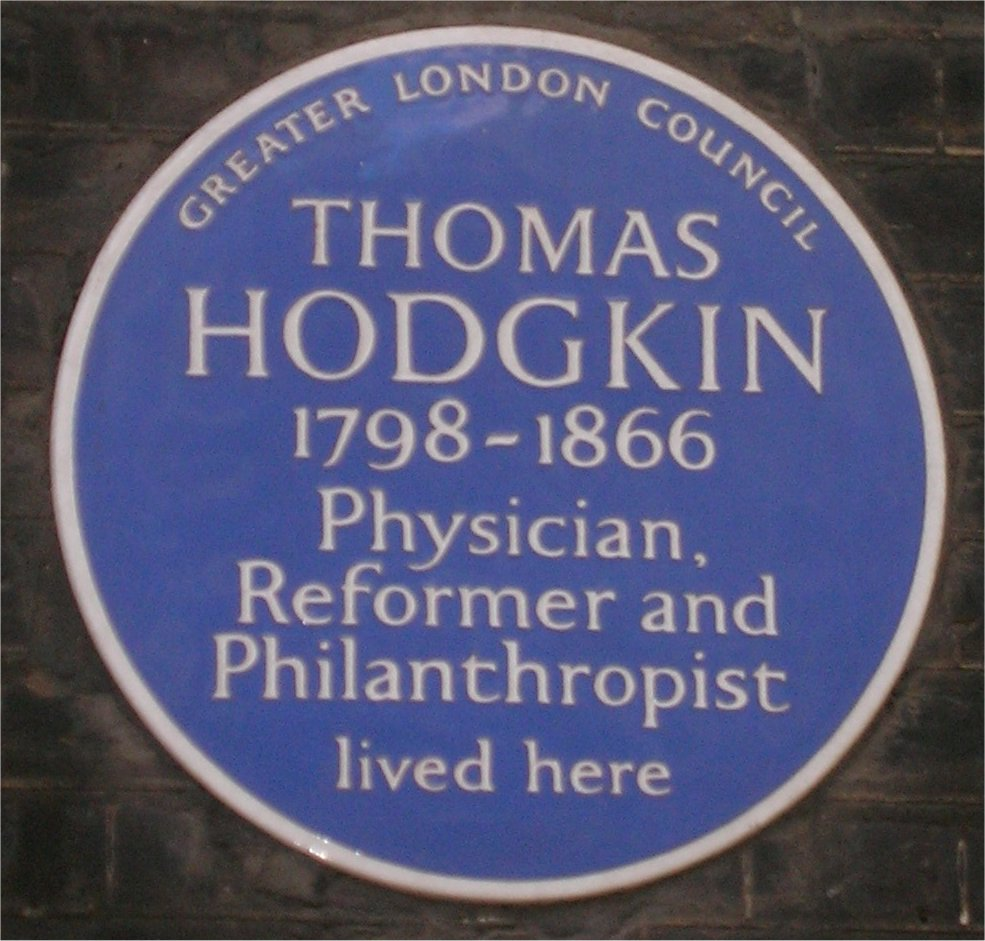
Plaque bleue de Bedford Square, à Londres

Thomas Hodgkin est né dans une famille de quakers à Pentonville, Paroisse de Saint-Jacques, dans le Middlesex. Il a été scolarisé dans l'enseignement privé et, en septembre 1819  il a été admis à l’école de médecine St. Thomas et St. Guy, qui fait maintenant partie du King's College de Londres. Il a également étudié à l'Université d'Édimbourg, en Écosse. En 1821, il est allé en Italie  et en France, où il a appris à utiliser le stéthoscope, récemment inventé par René Laënnec. En 1823, Hodgkin obtient  son diplôme de médecine à Édimbourg  avec une thèse sur les mécanismes physiologiques de la digestion chez les animaux.
Hodgkin était un ami intime de Sir Moïse Montefiore  qu’il a accompagné en Palestine en 1866. Là, il a contracté la dysenterie, dont il est décédé le 4 avril 1866 et a été enterré à Jaffa en Palestine.
Une plaque bleue a été posée sur sa maison de Bedford Square, à Londres.

## Travaux
Hodgkin a décrit la maladie qui porte son nom (le lymphome de Hodgkin) en 1832, dans un article  intitulé Sur certains aspects pathologiques des ganglions lymphatiques et de la rate. Cette maladie a reçu 33 ans plus tard, le nom éponyme qui lui été donné en son hommage par le médecin britannique Samuel Wilks, qui a redécouvert la maladie. Il s'agit d'une tumeur maligne qui envahit le système lymphatique, la rate  et le foie, et d’autres tissus. Une forme plus bénigne est appelée le paragranulome de Hodgkin, alors qu’une forme plus invasive est appelé sarcome de Hodgkin.
Il a publié dans un livre ses Conférences sur l’anatomie pathologique en 1836 et 1840. Sa plus grande contribution à l'enseignement de la pathologie, cependant, a été faite en 1829, avec son œuvre en deux volumes intitulée L’anatomie pathologique des séreuses et des muqueuses, qui est devenu un classique de la pathologie moderne.
Hodgkin a été un des premiers défenseurs de la prophylaxie, après avoir publié en 1841 un livre intitulé sur les moyens de promouvoir et de préserver la santé. Parmi ses autres observations on cite la première description de l’appendicite aigüe, celle de la forme biconcave des globules rouges et de la striation des fibres musculaires.